# Jacob Maris

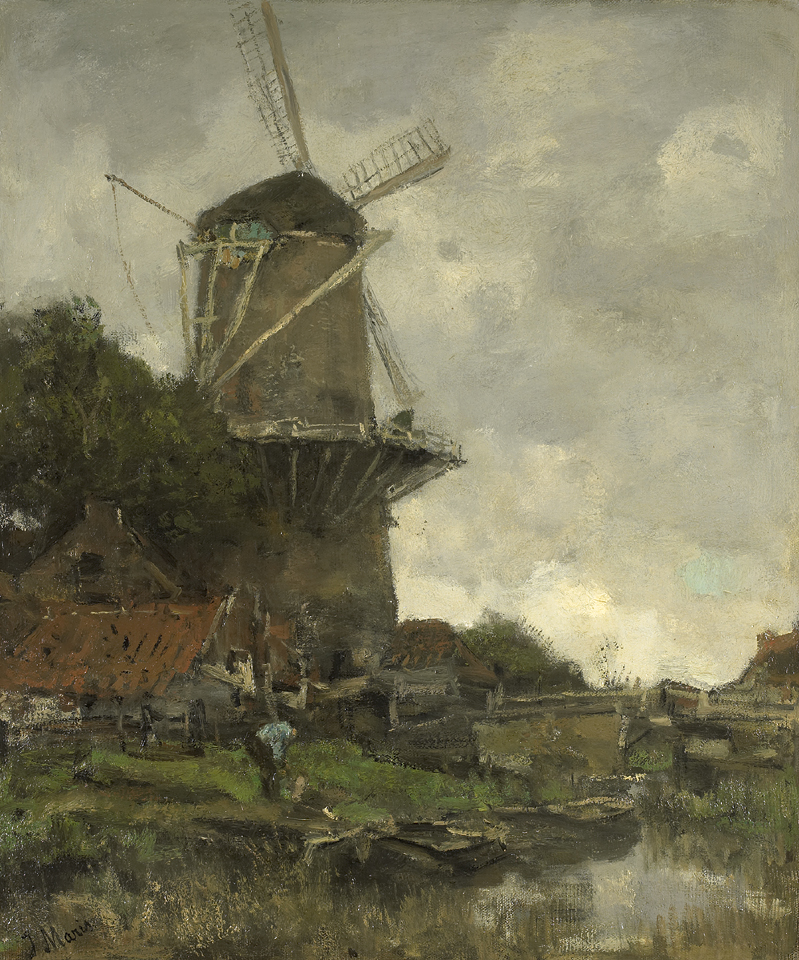
Wiatrak, 1870

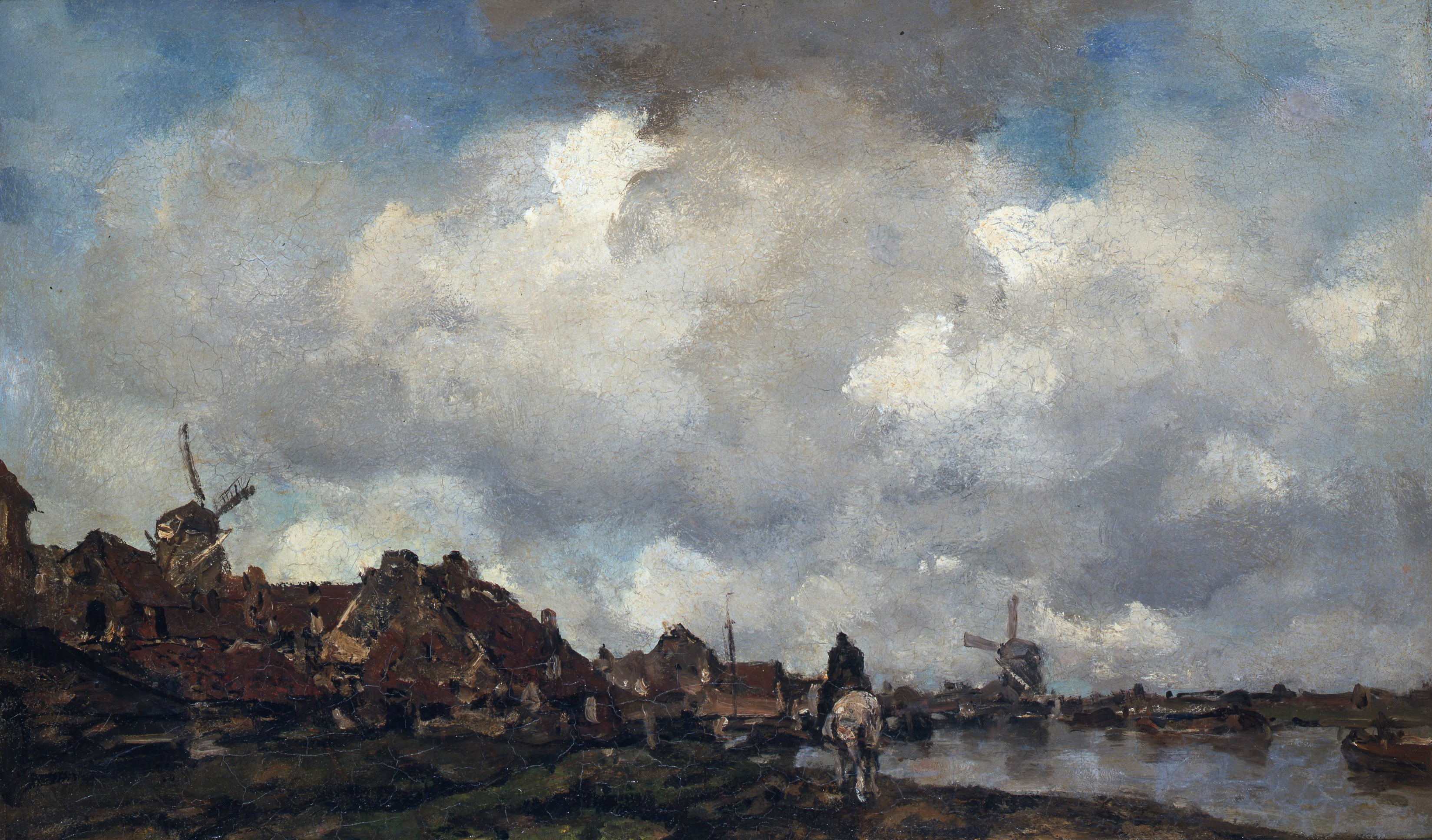
Wieś pod Schiedamem

Jacob Henricus Maris (ur. 25 sierpnia 1837 w Hadze, zm. 7 sierpnia 1899 w Karlowych Warach) – holenderski malarz pejzażysta, grawer i litograf. Razem z braćmi Matthijsem i Willemem był założycielem szkoły haskiej.
Studiował w Akademii w Antwerpii, następnie w latach 1865–1871 kontynuował naukę w Paryżu, w pracowni Hubertusa van Hove’sa (1814–1865). Tematem jego wczesnych prac były postacie młodych kobiet i dzieci oraz sceny rodzajowe we wnętrzach. Od 1872 malował głównie pejzaże, przedstawiając typowe holenderskie krajobrazy, mosty, wiatraki, stare nabrzeża i architekturę. Jego prace mają mocno zaakcentowane i uwydatnione partie nieba, podkreślające przestrzenność kompozycji. Posługiwał się techniką olejną, tworzył też akwarele, akwaforty i litografie.
Twórczość Marisa była inspirowana malarstwem holenderskim XVII w., a szczególnie pracami barbizończyków. Artysta wypracował własny styl i miał znaczny wpływ na malarstwo holenderskie drugiej połowy XIX w. Wystawiał w kraju i za granicą, w Paryżu i Londynie (Royal Academy, Fine Art Society i Grosvenor Gallery). W 1889 został prezydentem International Society of Sculptors, Painters and Gravers. Jego prace są eksponowane m.in. w Rijksmuseum w Amsterdamie, National Gallery of Art w Waszyngtonie i National Gallery w Londynie.

## Wybrane prace
- Landscape with Wind-Mills, 1890–95
- View of the Mill and Bridge on the Noordwest Buitensingel in Den Haag, 1873
- Close of Day
- Harbor Town
- De Brug, 1885
- Stadsgezicht met molens
- The Schreierstoren, Amsterdam
- Kanaal bij Rijswijk